# Roberto Bacilio Baruzzo
Roberto Bacilio Baruzzo (Riachuelo, 22 de marzo de 1960) es un integrante del Ejército Argentino. Con el grado de cabo primero tuvo una destacada participación en la Guerra de las Malvinas, siendo uno de los pocos soldados que recibió la Cruz al Heroico Valor en Combate, la máxima condecoración a la que un soldado argentino puede aspirar.

## Guerra de las Malvinas
En el Monte Kent, base para helicópteros del Batallón de Aviación de Combate 601, la Compañía C (Equipo de Combate «Solari») del Regimiento de Infantería 12 se preparaba para ser llevada a reforzar Pradera del Ganso, debido a los intensos combates que acontecían en dicha localidad. Pero durante la guardía, el Cabo Baruzzo quien custodiaba los helicópteros que transportarían a su gente, fue sorprendido por un ataque aéreo inglés. En el ataque, una esquirla de bomba lanzada por una aeronave británica provocó que un alambre le atraviese un brazo y le provoque una herida. 
Baruzzo, herido, no podía dar batalla; entonces decidió ir a Monte Harriet en busca de un médico. Allí ocurrió otro ataque inglés y se generó un descontrol. Durante la retirada algunos soldados cayeron al suelo y Baruzzo también. Un soldado que intentaba escapar del ataque pisó sin intención el brazo de Baruzzo y dañó su herida. Él logró levantarse y fue hacia la enfermería. Allí no se encontraba ningún médico pero sí había un frasco de penicilina, que sin saber usarlo, lo tiró en su brazo herido lo que calmó su dolor.
Cesó el ataque por unas horas, sin embargo, esa misma noche comenzó un nuevo bombardeo proseguido por el avance inglés sobre Monte Harriet. En medio del ataque Baruzzo se ofreció como voluntario para rescatar a un oficial de inteligencia llamado Jorge Echeverría, que estaba combatiendo junto a sus soldados en la primera línea. 
Ya arriba del monte luego de abatir con un tiro de destreza a un británico, Baruzzo descubrió un arma M16 con visor nocturno que portaba el enemigo, se hizo con el arma y prosiguió su marcha.
Poco después, mientras el ataque inglés proseguía a lo largo del monte, el cabo pasaba escondido entre un pasillo de piedras hasta que logró divisar un británico que se dirigía hacia su dirección, rápidamente Baruzzo saco su cuchillo y mientras el inglés se esforzaba por ingresar en el pasillo de piedras, el Cabo aprovechó este momento y apuñalo al británico que cayó muerto.
Con su voluntad intacta, Baruzzo siguió buscando a Echeverría. Hasta que lo pudo ver con el visor nocturno, allí el oficial seguía aferrado a su posición y combatiendo, hasta que recibió un impacto de bala, al ver esto, el Cabo Baruzzo usa su fusil para abatir a uno de los dos británicos que estaban combatiendo contra Echeverría, posteriormente el segundo británico que también ejecutaba disparos contra el oficial argentino, es abatido por el Cabo con un tiro certero a la cabeza. Momentos después, otro soldado inglés salta hacia las piedras donde se encontraba Jorge Echeverría (ya fuera de combate), pero también se encuentra con el mismo destino que sus dos camaradas y es abatido por el Cabo Baruzzo.
Después de finalizado el combate, el Cabo pudo llegar hasta Echeverria. Inmediatamente Baruzzo le aplicó un torniquete al oficial y le ofreció una petaca de Whisky para calmar el dolor.
Prosiguieron su marcha y tratando de salir del Monte Harriet, pero en la densa neblina Baruzzo divisó la silueta de un soldado británico que inmediatamente intercambió ráfagas de disparos con los argentinos, los impactos habían dado nuevamente en Jorge Echeverría, mientras que el británico cayó abatido. Producto de la ráfaga que recibió el oficial argentino, este cae sobre unas piedras, mientras que el Cabo Baruzzo se encontró con que ya no contaba con munición, por lo que su fusil únicamente le servía para utilizar el visor nocturno. Momentos después, el cabo Baruzzo logró ver como a su alrededor figuras inglesas se desplazaban en grupos hasta rodearlos. En modo de defensa sacó y exhibió su cuchillo, sin embargo, un inglés se le acercó y le dijo «War is Over» ('La guerra terminó'), posteriormente le sacó el cuchillo a Baruzzo con un culatazo de subfusil Sterling, se abrazaron por un momento británico y argentino. Después de esto, el inglés exhibió el cuchillo con sus compañeros y se fueron. Acto seguido, los soldados ingleses se llevaron a Echeverría y lo subieron a un helicóptero inglés para llevarlo al hospital HMHS Uganda, lugar en donde pudo curarse. Al día siguiente de esa noche los ingleses le pidieron al cabo Baruzzo que recogiera los cuerpos de los muertos que él mismo había matado. Mientras lo hacía, se le acercó otro inglés y le dijo: "Tuviste suerte, nuestro jefe maneja un código de honor: al que se lo encuentra en el campo enemigo combatiendo por un camarada se le perdona la vida".
Cabe aclarar, que ninguno de los británicos abatidos por el Cabo Baruzzo es reconocido por ellos mismos. Se cree que no se reconocen por el hecho de que estos supuestos "británicos" muertos en realidad eran mercenarios. Otra explicación podría ser que no se reconocen, simplemente por la ocultación de bajas británicas que hubo a lo largo de la guerra.

## Condecoraciones y homenajes
- Por su actuación en el conflicto, le fue otorgada la Cruz al Heroico Valor en Combate, la máxima condecoración militar de la República Argentina.[3]

- En su ciudad natal de Riachuelo Baruzzo cuenta con una calle con su nombre

- En la Ciudad de Corrientes, donde vive actualmente, le han erigido un busto en su honor.[1]